# Повіт Хіґасі-Мураяма
Пові́т Хіґа́сі-Мурая́ма (яп. 東村山郡, ひがしむらやまぐん, МФА: [çigaɕi muɾajama guɴ]) — повіт в префектурі Ямаґата, Японія.